# 瓜迪亞羅河
瓜迪亞羅河（西班牙語：Río Guadiaro）是一條位於西班牙安達盧西亞自治區的河流，流經加的斯省和馬拉加省，最終進入地中海。河道全長80公里，流域面積1,504.7平方公里，平均流量每秒30立方米。它亦是太陽海岸著名的沼澤地區，是一個27公頃（67畝）的沼澤自然保護區。

## 外部連結
- News and Information about Río Guadiaro （页面存档备份，存于）（西班牙語）